# ناوشکن کلاس کنین
ناوشکن کلاس کنین (به انگلیسی: Kanin-class destroyer) یک کلاس از کشتی است که طول آن 126.1 m می‌باشد.